# Eleições europeias de 2019 em Lisboa

## Resultados Finais
| Partido                 | Partido                        | Votos   | %               | +/-  |
| ----------------------- | ------------------------------ | ------- | --------------- | ---- |
|                         | Partido Socialista             | 64 606  | 29,40 / 100,00  | 0,18 |
|                         | Partido Social Democrata       | 38 907  | 17,70 / 100,00  | -    |
|                         | Bloco de Esquerda              | 23 492  | 10,69 / 100,00  | 5,37 |
|                         | CDS – Partido Popular          | 20 797  | 9,46 / 100,00   | -    |
|                         | Coligação Democrática Unitária | 15 285  | 6,95 / 100,00   | 6,63 |
|                         | Pessoas–Animais–Natureza       | 14 493  | 6,59 / 100,00   | 4,19 |
|                         | LIVRE                          | 9 789   | 4,45 / 100,00   | 0,95 |
|                         | Aliança                        | 8 644   | 3,93 / 100,00   | Novo |
|                         | Iniciativa Liberal             | 4 492   | 2,04 / 100,00   | Novo |
|                         | Basta!                         | 3 615   | 1,64 / 100,00   | 0,54 |
|                         | Nós, Cidadãos!                 | 2 231   | 1,02 / 100,00   | Novo |
|                         | Outros (com menos de 1,00%)    | 4 223   | 1,93 / 100,00   |      |
| Votos Inválidos         | Votos Inválidos                | 9 197   | 4,18 / 100,00   | 2,05 |
| Total                   | Total                          | 219 771 | 100,00 / 100,00 |      |
| Eleitorado/Participação | Eleitorado/Participação        | 484 877 | 45,33 / 100,00  | 4,03 |

## Resultados por Freguesia
Os resultados seguintes referem-se aos partidos que obtiveram mais de 1,00% dos votos:
| Freguesia               | %     | %     | %     | %     | %     | %    | %    | %    | %    | %    | %    | Votantes |
| Freguesia               | PS    | PSD   | BE    | CDS   | CDU   | PAN  | L    | A    | IL   | B!   | NC!  | Votantes |
| ----------------------- | ----- | ----- | ----- | ----- | ----- | ---- | ---- | ---- | ---- | ---- | ---- | -------- |
| Ajuda                   | 40,24 | 11,64 | 9,79  | 5,80  | 11,40 | 6,21 | 2,59 | 2,64 | 0,96 | 1,70 | 0,61 | 5 412    |
| Alcântara               | 32,93 | 14,85 | 10,99 | 8,36  | 8,56  | 6,59 | 4,48 | 3,50 | 1,70 | 1,02 | 1,12 | 5 177    |
| Alvalade                | 23,25 | 21,27 | 10,70 | 11,96 | 5,41  | 6,86 | 4,97 | 5,07 | 2,43 | 1,39 | 0,96 | 15 563   |
| Areeiro                 | 22,97 | 22,26 | 9,68  | 11,92 | 4,87  | 7,04 | 5,57 | 5,08 | 2,66 | 1,35 | 0,98 | 9 731    |
| Arroios                 | 25,82 | 15,89 | 14,03 | 7,52  | 7,34  | 8,43 | 7,23 | 3,43 | 1,72 | 1,31 | 1,16 | 11 893   |
| Avenidas Novas          | 21,95 | 21,05 | 8,76  | 15,50 | 4,57  | 5,88 | 5,38 | 6,03 | 3,67 | 1,47 | 0,99 | 10 919   |
| Beato                   | 39,64 | 13,04 | 11,23 | 4,85  | 9,22  | 6,12 | 2,83 | 2,00 | 0,99 | 2,23 | 0,97 | 4 347    |
| Belém                   | 23,00 | 22,10 | 8,22  | 16,69 | 5,11  | 5,33 | 4,62 | 5,27 | 2,70 | 1,56 | 1,10 | 7 442    |
| Benfica                 | 34,48 | 17,12 | 10,92 | 6,79  | 7,51  | 6,19 | 3,40 | 3,14 | 1,31 | 1,55 | 0,97 | 15 546   |
| Campo de Ourique        | 26,75 | 18,82 | 9,75  | 11,68 | 6,22  | 6,88 | 4,93 | 4,63 | 2,51 | 1,30 | 0,85 | 9 597    |
| Campolide               | 32,46 | 16,16 | 10,29 | 9,47  | 7,22  | 6,08 | 3,44 | 3,74 | 2,20 | 1,60 | 0,98 | 5 638    |
| Carnide                 | 30,40 | 17,75 | 9,81  | 8,35  | 8,99  | 5,95 | 4,00 | 3,35 | 1,66 | 1,60 | 1,24 | 7 734    |
| Estrela                 | 21,70 | 19,58 | 8,28  | 18,59 | 5,12  | 5,55 | 5,12 | 5,83 | 3,17 | 1,67 | 0,80 | 8 203    |
| Lumiar                  | 26,16 | 20,62 | 10,20 | 10,67 | 5,17  | 6,31 | 4,56 | 4,82 | 2,77 | 1,70 | 1,25 | 20 267   |
| Marvila                 | 44,73 | 10,17 | 10,47 | 3,05  | 9,59  | 5,88 | 1,81 | 1,76 | 0,65 | 2,63 | 0,75 | 10 996   |
| Misericórdia            | 30,37 | 13,48 | 12,17 | 7,97  | 8,49  | 7,13 | 6,51 | 4,15 | 2,05 | 1,36 | 0,64 | 4 192    |
| Olivais                 | 33,87 | 15,23 | 11,15 | 5,98  | 9,06  | 7,15 | 3,13 | 2,91 | 1,21 | 2,18 | 1,08 | 13 018   |
| Parque das Nações       | 29,00 | 19,62 | 9,73  | 8,87  | 5,34  | 6,64 | 4,30 | 3,82 | 3,05 | 1,75 | 1,35 | 8 421    |
| Penha de França         | 31,46 | 13,96 | 15,44 | 4,59  | 8,93  | 8,03 | 4,65 | 2,96 | 1,12 | 1,62 | 0,79 | 10 004   |
| Santa Clara             | 37,75 | 13,92 | 9,69  | 6,06  | 8,03  | 6,31 | 2,73 | 2,51 | 1,20 | 2,56 | 1,33 | 6 337    |
| Santa Maria Maior       | 36,14 | 10,55 | 12,63 | 5,86  | 11,05 | 6,33 | 4,95 | 2,58 | 1,41 | 1,67 | 0,82 | 3 412    |
| Santo António           | 22,43 | 18,97 | 11,18 | 13,92 | 5,73  | 6,30 | 6,52 | 4,51 | 2,86 | 1,37 | 1,19 | 5 028    |
| São Domingos de Benfica | 26,45 | 22,05 | 9,93  | 11,12 | 5,03  | 6,50 | 4,25 | 4,31 | 2,14 | 1,53 | 1,03 | 16 039   |
| São Vicente             | 32,77 | 13,35 | 13,74 | 4,65  | 10,48 | 7,93 | 5,77 | 2,14 | 1,09 | 1,19 | 0,84 | 4 855    |
| Lisboa                  | 29,40 | 17,70 | 10,69 | 9,46  | 6,95  | 6,59 | 4,45 | 3,93 | 2,04 | 1,64 | 1,02 | 219 771  |

#### Ajuda
| Partido                 | Partido                        | Votos  | %               | +/-  |
| ----------------------- | ------------------------------ | ------ | --------------- | ---- |
|                         | Partido Socialista             | 2 178  | 40,24 / 100,00  | 1,54 |
|                         | Partido Social Democrata       | 630    | 11,64 / 100,00  | -    |
|                         | Coligação Democrática Unitária | 617    | 11,40 / 100,00  | 8,98 |
|                         | Bloco de Esquerda              | 530    | 9,79 / 100,00   | 5,11 |
|                         | Pessoas–Animais–Natureza       | 336    | 6,21 / 100,00   | 4,12 |
|                         | CDS – Partido Popular          | 314    | 5,80 / 100,00   | -    |
|                         | Aliança                        | 143    | 2,64 / 100,00   | Novo |
|                         | LIVRE                          | 140    | 2,59 / 100,00   | 0,40 |
|                         | Basta!                         | 92     | 1,70 / 100,00   | 0,90 |
|                         | Outros (com menos de 1,00%)    | 211    | 3,90 / 100,00   |      |
| Votos Inválidos         | Votos Inválidos                | 221    | 4,08 / 100,00   | 1,11 |
| Total                   | Total                          | 5 412  | 100,00 / 100,00 |      |
| Eleitorado/Participação | Eleitorado/Participação        | 13 201 | 41,00 / 100,00  | 1,32 |

#### Alcântara
| Partido                 | Partido                        | Votos  | %               | +/-   |
| ----------------------- | ------------------------------ | ------ | --------------- | ----- |
|                         | Partido Socialista             | 1 795  | 32,93 / 100,00  | 1,94  |
|                         | Partido Social Democrata       | 769    | 14,85 / 100,00  | -     |
|                         | Bloco de Esquerda              | 569    | 10,99 / 100,00  | 5,72  |
|                         | Coligação Democrática Unitária | 443    | 8,56 / 100,00   | 10,00 |
|                         | CDS – Partido Popular          | 433    | 8,36 / 100,00   | -     |
|                         | Pessoas–Animais–Natureza       | 341    | 6,59 / 100,00   | 4,36  |
|                         | LIVRE                          | 232    | 4,48 / 100,00   | 0,19  |
|                         | Aliança                        | 181    | 3,50 / 100,00   | Novo  |
|                         | Iniciativa Liberal             | 88     | 1,70 / 100,00   | Novo  |
|                         | Nós, Cidadãos!                 | 58     | 1,12 / 100,00   | Novo  |
|                         | Basta!                         | 53     | 1,02 / 100,00   | 0,14  |
|                         | Outros (com menos de 1,00%)    | 110    | 2,13 / 100,00   |       |
| Votos Inválidos         | Votos Inválidos                | 195    | 3,76 / 100,00   | 2,24  |
| Total                   | Total                          | 5 177  | 100,00 / 100,00 |       |
| Eleitorado/Participação | Eleitorado/Participação        | 11 813 | 43,82 / 100,00  | 1,51  |

#### Alvalade
| Partido                 | Partido                        | Votos  | %               | +/-  |
| ----------------------- | ------------------------------ | ------ | --------------- | ---- |
|                         | Partido Socialista             | 3 619  | 23,25 / 100,00  | 0,11 |
|                         | Partido Social Democrata       | 3 311  | 21,27 / 100,00  | -    |
|                         | CDS – Partido Popular          | 1 861  | 11,96 / 100,00  | -    |
|                         | Bloco de Esquerda              | 1 666  | 10,70 / 100,00  | 5,91 |
|                         | Pessoas–Animais–Natureza       | 1 067  | 6,86 / 100,00   | 4,16 |
|                         | Coligação Democrática Unitária | 842    | 5,41 / 100,00   | 5,49 |
|                         | Aliança                        | 789    | 5,07 / 100,00   | Novo |
|                         | LIVRE                          | 774    | 4,97 / 100,00   | 0,76 |
|                         | Iniciativa Liberal             | 378    | 2,43 / 100,00   | Novo |
|                         | Basta!                         | 217    | 1,97 / 100,00   | 0,29 |
|                         | Outros (com menos de 1,00%)    | 385    | 2,49 / 100,00   |      |
| Votos Inválidos         | Votos Inválidos                | 654    | 4,20 / 100,00   | 0,15 |
| Total                   | Total                          | 15 563 | 100,00 / 100,00 |      |
| Eleitorado/Participação | Eleitorado/Participação        | 29 802 | 52,22 / 100,00  | 7,51 |

#### Areeiro
| Partido                 | Partido                        | Votos  | %               | +/-  |
| ----------------------- | ------------------------------ | ------ | --------------- | ---- |
|                         | Partido Socialista             | 2 235  | 22,97 / 100,00  | 0,14 |
|                         | Partido Social Democrata       | 2 166  | 22,26 / 100,00  | -    |
|                         | CDS – Partido Popular          | 1 160  | 11,92 / 100,00  | -    |
|                         | Bloco de Esquerda              | 942    | 9,68 / 100,00   | 4,48 |
|                         | Pessoas–Animais–Natureza       | 685    | 7,04 / 100,00   | 4,42 |
|                         | LIVRE                          | 542    | 5,57 / 100,00   | 1,16 |
|                         | Aliança                        | 494    | 5,08 / 100,00   | Novo |
|                         | Coligação Democrática Unitária | 474    | 4,87 / 100,00   | 4,70 |
|                         | Iniciativa Liberal             | 259    | 2,66 / 100,00   | Novo |
|                         | Basta!                         | 131    | 1,35 / 100,00   | 0,03 |
|                         | Outros (com menos de 1,00%)    | 223    | 2,29 / 100,00   |      |
| Votos Inválidos         | Votos Inválidos                | 420    | 4,31 / 100,00   | 2,42 |
| Total                   | Total                          | 9 731  | 100,00 / 100,00 |      |
| Eleitorado/Participação | Eleitorado/Participação        | 19 471 | 49,98 / 100,00  | 7,48 |

#### Arroios
| Partido                 | Partido                        | Votos  | %               | +/-  |
| ----------------------- | ------------------------------ | ------ | --------------- | ---- |
|                         | Partido Socialista             | 3 071  | 25,82 / 100,00  | 1,97 |
|                         | Partido Social Democrata       | 1 890  | 15,89 / 100,00  | -    |
|                         | Bloco de Esquerda              | 1 668  | 14,03 / 100,00  | 7,75 |
|                         | Pessoas–Animais–Natureza       | 1 002  | 8,43 / 100,00   | 5,44 |
|                         | CDS – Partido Popular          | 894    | 7,52 / 100,00   | -    |
|                         | Coligação Democrática Unitária | 873    | 7,43 / 100,00   | 6,13 |
|                         | LIVRE                          | 860    | 7,23 / 100,00   | 0,33 |
|                         | Aliança                        | 408    | 3,43 / 100,00   | Novo |
|                         | Iniciativa Liberal             | 205    | 1,72 / 100,00   | Novo |
|                         | Basta!                         | 156    | 1,31 / 100,00   | 0,31 |
|                         | Nós, Cidadãos!                 | 138    | 1,16 / 100,00   | Novo |
|                         | Outros (com menos de 1,00%)    | 248    | 2,09 / 100,00   |      |
| Votos Inválidos         | Votos Inválidos                | 480    | 4,04 / 100,00   | 1,31 |
| Total                   | Total                          | 11 893 | 100,00 / 100,00 |      |
| Eleitorado/Participação | Eleitorado/Participação        | 28 426 | 41,84 / 100,00  | 3,77 |

#### Avenidas Novas
| Partido                 | Partido                        | Votos  | %               | +/-  |
| ----------------------- | ------------------------------ | ------ | --------------- | ---- |
|                         | Partido Socialista             | 2 397  | 21,95 / 100,00  | 0,56 |
|                         | Partido Social Democrata       | 2 298  | 21,05 / 100,00  | -    |
|                         | CDS – Partido Popular          | 1 692  | 15,50 / 100,00  | -    |
|                         | Bloco de Esquerda              | 956    | 8,76 / 100,00   | 4,25 |
|                         | Aliança                        | 658    | 6,03 / 100,00   | Novo |
|                         | Pessoas–Animais–Natureza       | 642    | 5,88 / 100,00   | 3,63 |
|                         | LIVRE                          | 587    | 5,38 / 100,00   | 1,05 |
|                         | Coligação Democrática Unitária | 499    | 4,57 / 100,00   | 4,81 |
|                         | Iniciativa Liberal             | 401    | 3,67 / 100,00   | Novo |
|                         | Basta!                         | 160    | 1,47 / 100,00   | 0,11 |
|                         | Outros (com menos de 1,00%)    | 240    | 2,19 / 100,00   |      |
| Votos Inválidos         | Votos Inválidos                | 389    | 3,57 / 100,00   | 2,28 |
| Total                   | Total                          | 10 919 | 100,00 / 100,00 |      |
| Eleitorado/Participação | Eleitorado/Participação        | 21 157 | 51,61 / 100,00  | 5,95 |

#### Beato
| Partido                 | Partido                        | Votos  | %               | +/-  |
| ----------------------- | ------------------------------ | ------ | --------------- | ---- |
|                         | Partido Socialista             | 1 723  | 39,64 / 100,00  | 2,63 |
|                         | Partido Social Democrata       | 567    | 13,04 / 100,00  | -    |
|                         | Bloco de Esquerda              | 488    | 11,23 / 100,00  | 5,63 |
|                         | Coligação Democrática Unitária | 401    | 9,22 / 100,00   | 8,03 |
|                         | Pessoas–Animais–Natureza       | 266    | 6,12 / 100,00   | 4,10 |
|                         | CDS – Partido Popular          | 211    | 4,85 / 100,00   | -    |
|                         | LIVRE                          | 123    | 2,83 / 100,00   | 0,43 |
|                         | Basta!                         | 97     | 2,23 / 100,00   | 1,32 |
|                         | Aliança                        | 87     | 2,00 / 100,00   | Novo |
|                         | Outros (com menos de 1,00%)    | 191    | 4,39 / 100,00   |      |
| Votos Inválidos         | Votos Inválidos                | 193    | 4,44 / 100,00   | 1,20 |
| Total                   | Total                          | 4 347  | 100,00 / 100,00 |      |
| Eleitorado/Participação | Eleitorado/Participação        | 10 812 | 40,21 / 100,00  | 1,25 |

#### Belém
| Partido                 | Partido                        | Votos  | %               | +/-  |
| ----------------------- | ------------------------------ | ------ | --------------- | ---- |
|                         | Partido Socialista             | 1 712  | 23,00 / 100,00  | 0,64 |
|                         | Partido Social Democrata       | 1 645  | 22,10 / 100,00  | -    |
|                         | CDS – Partido Popular          | 1 242  | 16,69 / 100,00  | -    |
|                         | Bloco de Esquerda              | 612    | 8,22 / 100,00   | 4,09 |
|                         | Pessoas–Animais–Natureza       | 397    | 5,33 / 100,00   | 3,33 |
|                         | Aliança                        | 392    | 5,27 / 100,00   | Novo |
|                         | Coligação Democrática Unitária | 380    | 5,11 / 100,00   | 4,76 |
|                         | LIVRE                          | 344    | 4,62 / 100,00   | 1,00 |
|                         | Iniciativa Liberal             | 201    | 2,70 / 100,00   | Novo |
|                         | Basta!                         | 116    | 1,56 / 100,00   | 0,01 |
|                         | Nós, Cidadãos!                 | 82     | 1,10 / 100,00   | Novo |
|                         | Outros (com menos de 1,00%)    | 94     | 2,27 / 100,00   |      |
| Votos Inválidos         | Votos Inválidos                | 225    | 3,02 / 100,00   | 2,85 |
| Total                   | Total                          | 7 442  | 100,00 / 100,00 |      |
| Eleitorado/Participação | Eleitorado/Participação        | 14 153 | 52,58 / 100,00  | 6,38 |

#### Benfica
| Partido                 | Partido                        | Votos  | %               | +/-  |
| ----------------------- | ------------------------------ | ------ | --------------- | ---- |
|                         | Partido Socialista             | 5 361  | 34,48 / 100,00  | 2,95 |
|                         | Partido Social Democrata       | 2 662  | 17,12 / 100,00  | -    |
|                         | Bloco de Esquerda              | 1 698  | 10,92 / 100,00  | 5,38 |
|                         | Coligação Democrática Unitária | 1 167  | 7,51 / 100,00   | 7,08 |
|                         | CDS – Partido Popular          | 1 055  | 6,79 / 100,00   | -    |
|                         | Pessoas–Animais–Natureza       | 962    | 6,19 / 100,00   | 3,77 |
|                         | LIVRE                          | 529    | 3,40 / 100,00   | 0,50 |
|                         | Aliança                        | 488    | 3,14 / 100,00   | Novo |
|                         | Basta!                         | 241    | 1,55 / 100,00   | 0,55 |
|                         | Iniciativa Liberal             | 203    | 1,31 / 100,00   | Novo |
|                         | Outros (com menos de 1,00%)    | 469    | 3,01 / 100,00   |      |
| Votos Inválidos         | Votos Inválidos                | 711    | 4,57 / 100,00   | 2,44 |
| Total                   | Total                          | 15 546 | 100,00 / 100,00 |      |
| Eleitorado/Participação | Eleitorado/Participação        | 33 070 | 47,01 / 100,00  | 3,42 |

#### Campo de Ourique
| Partido                 | Partido                        | Votos  | %               | +/-  |
| ----------------------- | ------------------------------ | ------ | --------------- | ---- |
|                         | Partido Socialista             | 2 567  | 26,75 / 100,00  | 0,90 |
|                         | Partido Social Democrata       | 1 806  | 18,82 / 100,00  | -    |
|                         | CDS – Partido Popular          | 1 121  | 11,68 / 100,00  | -    |
|                         | Bloco de Esquerda              | 936    | 9,75 / 100,00   | 3,96 |
|                         | Pessoas–Animais–Natureza       | 660    | 6,88 / 100,00   | 4,33 |
|                         | Coligação Democrática Unitária | 597    | 6,22 / 100,00   | 6,31 |
|                         | LIVRE                          | 473    | 4,93 / 100,00   | 0,47 |
|                         | Aliança                        | 444    | 4,63 / 100,00   | Novo |
|                         | Iniciativa Liberal             | 241    | 2,51 / 100,00   | Novo |
|                         | Basta!                         | 125    | 1,30 / 100,00   | 0,39 |
|                         | Outros (com menos de 1,00%)    | 254    | 2,65 / 100,00   |      |
| Votos Inválidos         | Votos Inválidos                | 373    | 3,89 / 100,00   | 2,07 |
| Total                   | Total                          | 9 597  | 100,00 / 100,00 |      |
| Eleitorado/Participação | Eleitorado/Participação        | 19 751 | 48,59 / 100,00  | 3,86 |

#### Campolide
| Partido                 | Partido                        | Votos  | %               | +/-  |
| ----------------------- | ------------------------------ | ------ | --------------- | ---- |
|                         | Partido Socialista             | 1 830  | 32,46 / 100,00  | 1,22 |
|                         | Partido Social Democrata       | 911    | 16,16 / 100,00  | -    |
|                         | Bloco de Esquerda              | 580    | 10,29 / 100,00  | 5,03 |
|                         | CDS – Partido Popular          | 534    | 9,47 / 100,00   | -    |
|                         | Coligação Democrática Unitária | 407    | 7,22 / 100,00   | 6,30 |
|                         | Pessoas–Animais–Natureza       | 343    | 6,08 / 100,00   | 3,70 |
|                         | Aliança                        | 211    | 3,74 / 100,00   | Novo |
|                         | LIVRE                          | 194    | 3,44 / 100,00   | 0,86 |
|                         | Iniciativa Liberal             | 124    | 2,20 / 100,00   | Novo |
|                         | Basta!                         | 90     | 1,60 / 100,00   | 0,86 |
|                         | Outros (com menos de 1,00%)    | 183    | 3,24 / 100,00   |      |
| Votos Inválidos         | Votos Inválidos                | 231    | 4,10 / 100,00   | 1,25 |
| Total                   | Total                          | 5 638  | 100,00 / 100,00 |      |
| Eleitorado/Participação | Eleitorado/Participação        | 13 054 | 43,19 / 100,00  | 2,57 |

#### Carnide
| Partido                 | Partido                        | Votos  | %               | +/-  |
| ----------------------- | ------------------------------ | ------ | --------------- | ---- |
|                         | Partido Socialista             | 2 351  | 30,40 / 100,00  | 1,20 |
|                         | Partido Social Democrata       | 1 373  | 17,75 / 100,00  | -    |
|                         | Bloco de Esquerda              | 759    | 9,81 / 100,00   | 4,99 |
|                         | Coligação Democrática Unitária | 695    | 8,99 / 100,00   | 8,24 |
|                         | CDS – Partido Popular          | 646    | 8,35 / 100,00   | -    |
|                         | Pessoas–Animais–Natureza       | 460    | 5,95 / 100,00   | 4,25 |
|                         | LIVRE                          | 309    | 4,00 / 100,00   | 1,16 |
|                         | Aliança                        | 259    | 3,35 / 100,00   | Novo |
|                         | Iniciativa Liberal             | 128    | 1,66 / 100,00   | Novo |
|                         | Basta!                         | 124    | 1,60 / 100,00   | 0,68 |
|                         | Nós, Cidadãos!                 | 96     | 1,24 / 100,00   | Novo |
|                         | Outros (com menos de 1,00%)    | 182    | 2,35 / 100,00   |      |
| Votos Inválidos         | Votos Inválidos                | 352    | 4,55 / 100,00   | 2,59 |
| Total                   | Total                          | 7 734  | 100,00 / 100,00 |      |
| Eleitorado/Participação | Eleitorado/Participação        | 16 153 | 47,88 / 100,00  | 3,58 |

#### Estrela
| Partido                 | Partido                        | Votos  | %               | +/-  |
| ----------------------- | ------------------------------ | ------ | --------------- | ---- |
|                         | Partido Socialista             | 1 780  | 21,70 / 100,00  | 2,88 |
|                         | Partido Social Democrata       | 1 606  | 19,58 / 100,00  | -    |
|                         | CDS – Partido Popular          | 1 525  | 18,59 / 100,00  | -    |
|                         | Bloco de Esquerda              | 679    | 8,28 / 100,00   | 4,31 |
|                         | Aliança                        | 478    | 5,83 / 100,00   | Novo |
|                         | Pessoas–Animais–Natureza       | 455    | 5,55 / 100,00   | 3,34 |
|                         | Coligação Democrática Unitária | 420    | 5,12 / 100,00   | 5,39 |
|                         | LIVRE                          | 420    | 5,12 / 100,00   | 0,64 |
|                         | Iniciativa Liberal             | 260    | 3,17 / 100,00   | Novo |
|                         | Basta!                         | 137    | 1,67 / 100,00   | 0,01 |
|                         | Outros (com menos de 1,00%)    | 171    | 2,08 / 100,00   |      |
| Votos Inválidos         | Votos Inválidos                | 272    | 3,31 / 100,00   | 2,07 |
| Total                   | Total                          | 8 203  | 100,00 / 100,00 |      |
| Eleitorado/Participação | Eleitorado/Participação        | 16 729 | 49,03 / 100,00  | 5,43 |

#### Lumiar
| Partido                 | Partido                        | Votos  | %               | +/-  |
| ----------------------- | ------------------------------ | ------ | --------------- | ---- |
|                         | Partido Socialista             | 5 301  | 26,16 / 100,00  | 0,97 |
|                         | Partido Social Democrata       | 4 179  | 20,62 / 100,00  | -    |
|                         | CDS – Partido Popular          | 2 163  | 10,67 / 100,00  | -    |
|                         | Bloco de Esquerda              | 2 067  | 10,20 / 100,00  | 4,95 |
|                         | Pessoas–Animais–Natureza       | 1 278  | 6,31 / 100,00   | 4,18 |
|                         | Coligação Democrática Unitária | 1 047  | 5,17 / 100,00   | 5,44 |
|                         | Aliança                        | 977    | 4,82 / 100,00   | Novo |
|                         | LIVRE                          | 924    | 4,56 / 100,00   | 2,04 |
|                         | Iniciativa Liberal             | 561    | 2,77 / 100,00   | Novo |
|                         | Basta!                         | 345    | 1,70 / 100,00   | 0,58 |
|                         | Nós, Cidadãos!                 | 253    | 1,25 / 100,00   | Novo |
|                         | Outros (com menos de 1,00%)    | 295    | 1,46 / 100,00   |      |
| Votos Inválidos         | Votos Inválidos                | 877    | 4,33 / 100,00   | 3,23 |
| Total                   | Total                          | 20 267 | 100,00 / 100,00 |      |
| Eleitorado/Participação | Eleitorado/Participação        | 39 005 | 51,96 / 100,00  | 9,19 |

#### Marvila
| Partido                 | Partido                                         | Votos  | %               | +/-  |
| ----------------------- | ----------------------------------------------- | ------ | --------------- | ---- |
|                         | Partido Socialista                              | 4 918  | 44,73 / 100,00  | 5,23 |
|                         | Bloco de Esquerda                               | 1 151  | 10,47 / 100,00  | 4,47 |
|                         | Partido Social Democrata                        | 1 118  | 10,17 / 100,00  | -    |
|                         | Coligação Democrática Unitária                  | 1 054  | 9,88 / 100,00   | 8,69 |
|                         | Pessoas–Animais–Natureza                        | 647    | 5,88 / 100,00   | 3,97 |
|                         | CDS – Partido Popular                           | 335    | 3,05 / 100,00   | -    |
|                         | Basta!                                          | 289    | 2,63 / 100,00   | 1,53 |
|                         | LIVRE                                           | 199    | 1,81 / 100,00   | 0,74 |
|                         | Aliança                                         | 194    | 1,76 / 100,00   | Novo |
|                         | Partido Comunista dos Trabalhadores Portugueses | 170    | 1,55 / 100,00   | 1,31 |
|                         | Outros (com menos de 1,00%)                     | 414    | 3,77 / 100,00   |      |
| Votos Inválidos         | Votos Inválidos                                 | 507    | 4,61 / 100,00   | 1,08 |
| Total                   | Total                                           | 10 996 | 100,00 / 100,00 |      |
| Eleitorado/Participação | Eleitorado/Participação                         | 33 903 | 32,43 / 100,00  | 0,31 |

#### Misericórdia
| Partido                 | Partido                        | Votos  | %               | +/-  |
| ----------------------- | ------------------------------ | ------ | --------------- | ---- |
|                         | Partido Socialista             | 1 273  | 30,37 / 100,00  | 1,21 |
|                         | Partido Social Democrata       | 565    | 13,48 / 100,00  | -    |
|                         | Bloco de Esquerda              | 510    | 12,17 / 100,00  | 6,45 |
|                         | Coligação Democrática Unitária | 356    | 8,49 / 100,00   | 6,30 |
|                         | CDS – Partido Popular          | 334    | 7,97 / 100,00   | -    |
|                         | Pessoas–Animais–Natureza       | 299    | 7,13 / 100,00   | 4,22 |
|                         | LIVRE                          | 273    | 6,51 / 100,00   | 2,06 |
|                         | Aliança                        | 174    | 4,15 / 100,00   | Novo |
|                         | Iniciativa Liberal             | 86     | 2,05 / 100,00   | Novo |
|                         | Basta!                         | 57     | 1,36 / 100,00   | 0,37 |
|                         | Outros (com menos de 1,00%)    | 101    | 2,41 / 100,00   |      |
| Votos Inválidos         | Votos Inválidos                | 164    | 3,91 / 100,00   | 1,55 |
| Total                   | Total                          | 4 192  | 100,00 / 100,00 |      |
| Eleitorado/Participação | Eleitorado/Participação        | 10 309 | 40,66 / 100,00  | 2,13 |

#### Olivais
| Partido                 | Partido                        | Votos  | %               | +/-  |
| ----------------------- | ------------------------------ | ------ | --------------- | ---- |
|                         | Partido Socialista             | 4 409  | 33,87 / 100,00  | 0,18 |
|                         | Partido Social Democrata       | 1 982  | 15,23 / 100,00  | -    |
|                         | Bloco de Esquerda              | 1 451  | 11,15 / 100,00  | 5,64 |
|                         | Coligação Democrática Unitária | 1 180  | 9,06 / 100,00   | 7,18 |
|                         | Pessoas–Animais–Natureza       | 931    | 7,15 / 100,00   | 4,88 |
|                         | CDS – Partido Popular          | 778    | 5,98 / 100,00   | -    |
|                         | LIVRE                          | 407    | 3,13 / 100,00   | 0,35 |
|                         | Aliança                        | 379    | 2,91 / 100,00   | Novo |
|                         | Basta!                         | 284    | 2,18 / 100,00   | 1,05 |
|                         | Iniciativa Liberal             | 158    | 1,21 / 100,00   | Novo |
|                         | Nós, Cidadãos!                 | 141    | 1,08 / 100,00   | Novo |
|                         | Outros (com menos de 1,00%)    | 300    | 2,31 / 100,00   |      |
| Votos Inválidos         | Votos Inválidos                | 618    | 4,75 / 100,00   | 1,26 |
| Total                   | Total                          | 13 018 | 100,00 / 100,00 |      |
| Eleitorado/Participação | Eleitorado/Participação        | 29 845 | 43,62 / 100,00  | 1,64 |

#### Parque das Nações
| Partido                 | Partido                        | Votos  | %               | +/-  |
| ----------------------- | ------------------------------ | ------ | --------------- | ---- |
|                         | Partido Socialista             | 2 442  | 29,00 / 100,00  | 1,19 |
|                         | Partido Social Democrata       | 1 652  | 19,62 / 100,00  | -    |
|                         | Bloco de Esquerda              | 819    | 9,73 / 100,00   | 4,51 |
|                         | CDS – Partido Popular          | 747    | 8,87 / 100,00   | -    |
|                         | Pessoas–Animais–Natureza       | 559    | 6,64 / 100,00   | 3,99 |
|                         | Coligação Democrática Unitária | 450    | 5,34 / 100,00   | 5,26 |
|                         | LIVRE                          | 362    | 4,30 / 100,00   | 2,60 |
|                         | Aliança                        | 322    | 3,82 / 100,00   | Novo |
|                         | Iniciativa Liberal             | 257    | 3,05 / 100,00   | Novo |
|                         | Basta!                         | 147    | 1,75 / 100,00   | 0,75 |
|                         | Nós, Cidadãos!                 | 114    | 1,35 / 100,00   | Novo |
|                         | Outros (com menos de 1,00%)    | 147    | 1,75 / 100,00   |      |
| Votos Inválidos         | Votos Inválidos                | 403    | 4,79 / 100,00   | 3,37 |
| Total                   | Total                          | 8 421  | 100,00 / 100,00 |      |
| Eleitorado/Participação | Eleitorado/Participação        | 16 805 | 50,11 / 100,00  | 6,16 |

#### Penha de França
| Partido                 | Partido                        | Votos  | %               | +/-  |
| ----------------------- | ------------------------------ | ------ | --------------- | ---- |
|                         | Partido Socialista             | 3 147  | 31,46 / 100,00  | 1,58 |
|                         | Bloco de Esquerda              | 1 545  | 15,44 / 100,00  | 8,71 |
|                         | Partido Social Democrata       | 1 397  | 13,96 / 100,00  | -    |
|                         | Coligação Democrática Unitária | 893    | 8,93 / 100,00   | 5,83 |
|                         | Pessoas–Animais–Natureza       | 803    | 8,03 / 100,00   | 4,94 |
|                         | LIVRE                          | 465    | 4,65 / 100,00   | 0,46 |
|                         | CDS – Partido Popular          | 459    | 4,59 / 100,00   | -    |
|                         | Aliança                        | 296    | 2,96 / 100,00   | Novo |
|                         | Basta!                         | 162    | 1,62 / 100,00   | 0,85 |
|                         | Iniciativa Liberal             | 112    | 1,12 / 100,00   | Novo |
|                         | Outros (com menos de 1,00%)    | 306    | 3,06 / 100,00   |      |
| Votos Inválidos         | Votos Inválidos                | 419    | 4,19 / 100,00   | 1,34 |
| Total                   | Total                          | 10 004 | 100,00 / 100,00 |      |
| Eleitorado/Participação | Eleitorado/Participação        | 24 961 | 40,08 / 100,00  | 1,71 |

#### Santa Clara
| Partido                 | Partido                        | Votos  | %               | +/-  |
| ----------------------- | ------------------------------ | ------ | --------------- | ---- |
|                         | Partido Socialista             | 2 392  | 37,75 / 100,00  | 4,08 |
|                         | Partido Social Democrata       | 882    | 13,92 / 100,00  | -    |
|                         | Bloco de Esquerda              | 614    | 9,69 / 100,00   | 3,77 |
|                         | Coligação Democrática Unitária | 509    | 8,03 / 100,00   | 8,13 |
|                         | Pessoas–Animais–Natureza       | 400    | 6,31 / 100,00   | 4,05 |
|                         | CDS – Partido Popular          | 384    | 6,06 / 100,00   | -    |
|                         | LIVRE                          | 173    | 2,73 / 100,00   | 0,90 |
|                         | Basta!                         | 162    | 2,56 / 100,00   | 1,12 |
|                         | Aliança                        | 159    | 2,51 / 100,00   | Novo |
|                         | Nós, Cidadãos!                 | 84     | 1,33 / 100,00   | Novo |
|                         | Iniciativa Liberal             | 76     | 1,20 / 100,00   | Novo |
|                         | Outros (com menos de 1,00%)    | 192    | 3,03 / 100,00   |      |
| Votos Inválidos         | Votos Inválidos                | 310    | 4,89 / 100,00   | 1,55 |
| Total                   | Total                          | 6 337  | 100,00 / 100,00 |      |
| Eleitorado/Participação | Eleitorado/Participação        | 19 154 | 33,08 / 100,00  | 0,08 |

#### Santa Maria Maior
| Partido                 | Partido                                         | Votos | %               | +/-  |
| ----------------------- | ----------------------------------------------- | ----- | --------------- | ---- |
|                         | Partido Socialista                              | 1 233 | 36,14 / 100,00  | 3,43 |
|                         | Bloco de Esquerda                               | 431   | 12,63 / 100,00  | 6,55 |
|                         | Coligação Democrática Unitária                  | 377   | 11,05 / 100,00  | 7,34 |
|                         | Partido Social Democrata                        | 360   | 10,55 / 100,00  | -    |
|                         | Pessoas–Animais–Natureza                        | 216   | 6,33 / 100,00   | 4,11 |
|                         | CDS – Partido Popular                           | 200   | 5,86 / 100,00   | -    |
|                         | LIVRE                                           | 169   | 4,95 / 100,00   | 1,17 |
|                         | Aliança                                         | 88    | 2,58 / 100,00   | Novo |
|                         | Basta!                                          | 57    | 1,67 / 100,00   | 0,62 |
|                         | Iniciativa Liberal                              | 48    | 1,41 / 100,00   | Novo |
|                         | Partido Comunista dos Trabalhadores Portugueses | 35    | 1,03 / 100,00   | 1,45 |
|                         | Outros (com menos de 1,00%)                     | 75    | 2,20 / 100,00   |      |
| Votos Inválidos         | Votos Inválidos                                 | 123   | 3,60 / 100,00   | 2,21 |
| Total                   | Total                                           | 3 412 | 100,00 / 100,00 |      |
| Eleitorado/Participação | Eleitorado/Participação                         | 9 914 | 34,42 / 100,00  | 0,19 |

#### Santo António
| Partido                 | Partido                        | Votos  | %               | +/-  |
| ----------------------- | ------------------------------ | ------ | --------------- | ---- |
|                         | Partido Socialista             | 1 128  | 22,43 / 100,00  | 2,50 |
|                         | Partido Social Democrata       | 954    | 18,97 / 100,00  | -    |
|                         | CDS – Partido Popular          | 700    | 13,92 / 100,00  | -    |
|                         | Bloco de Esquerda              | 562    | 11,18 / 100,00  | 5,89 |
|                         | LIVRE                          | 328    | 6,52 / 100,00   | 1,46 |
|                         | Pessoas–Animais–Natureza       | 317    | 6,30 / 100,00   | 3,55 |
|                         | Coligação Democrática Unitária | 288    | 5,73 / 100,00   | 5,76 |
|                         | Aliança                        | 227    | 4,51 / 100,00   | Novo |
|                         | Iniciativa Liberal             | 144    | 2,86 / 100,00   | Novo |
|                         | Basta!                         | 69     | 1,37 / 100,00   | 0,20 |
|                         | Nós, Cidadãos!                 | 60     | 1,19 / 100,00   | Novo |
|                         | Outros (com menos de 1,00%)    | 63     | 1,26 / 100,00   |      |
| Votos Inválidos         | Votos Inválidos                | 188    | 3,74 / 100,00   | 2,12 |
| Total                   | Total                          | 5 028  | 100,00 / 100,00 |      |
| Eleitorado/Participação | Eleitorado/Participação        | 10 673 | 47,11 / 100,00  | 5,70 |

#### São Domingos de Benfica
| Partido                 | Partido                        | Votos  | %               | +/-  |
| ----------------------- | ------------------------------ | ------ | --------------- | ---- |
|                         | Partido Socialista             | 4 243  | 26,45 / 100,00  | 0,13 |
|                         | Partido Social Democrata       | 3 536  | 22,05 / 100,00  | -    |
|                         | CDS – Partido Popular          | 1 783  | 11,12 / 100,00  | -    |
|                         | Bloco de Esquerda              | 1 592  | 9,93 / 100,00   | 5,20 |
|                         | Pessoas–Animais–Natureza       | 1 042  | 6,50 / 100,00   | 4,07 |
|                         | Coligação Democrática Unitária | 807    | 5,03 / 100,00   | 5,67 |
|                         | Aliança                        | 692    | 4,31 / 100,00   | Novo |
|                         | LIVRE                          | 682    | 4,25 / 100,00   | 1,40 |
|                         | Iniciativa Liberal             | 343    | 2,14 / 100,00   | Novo |
|                         | Basta!                         | 246    | 1,53 / 100,00   | 0,41 |
|                         | Nós, Cidadãos!                 | 166    | 1,03 / 100,00   | Novo |
|                         | Outros (com menos de 1,00%)    | 221    | 1,39 / 100,00   |      |
| Votos Inválidos         | Votos Inválidos                | 686    | 4,27 / 100,00   | 2,32 |
| Total                   | Total                          | 16 039 | 100,00 / 100,00 |      |
| Eleitorado/Participação | Eleitorado/Participação        | 30 783 | 52,10 / 100,00  | 5,94 |

#### São Vicente
| Partido                 | Partido                        | Votos  | %               | +/-     |
| ----------------------- | ------------------------------ | ------ | --------------- | ------- |
|                         | Partido Socialista             | 1 591  | 32,77 / 100,00  | Estável |
|                         | Bloco de Esquerda              | 667    | 13,74 / 100,00  | 8,20    |
|                         | Partido Social Democrata       | 648    | 13,35 / 100,00  | -       |
|                         | Coligação Democrática Unitária | 509    | 10,48 / 100,00  | 6,59    |
|                         | Pessoas–Animais–Natureza       | 385    | 7,93 / 100,00   | 5,27    |
|                         | LIVRE                          | 280    | 5,77 / 100,00   | 0,01    |
|                         | CDS – Partido Popular          | 226    | 4,65 / 100,00   | -       |
|                         | Aliança                        | 104    | 2,14 / 100,00   | Novo    |
|                         | Basta!                         | 58     | 1,19 / 100,00   | 0,20    |
|                         | Iniciativa Liberal             | 53     | 1,09 / 100,00   | Novo    |
|                         | Outros (com menos de 1,00%)    | 148    | 3,06 / 100,00   |         |
| Votos Inválidos         | Votos Inválidos                | 186    | 3,83 / 100,00   | 1,63    |
| Total                   | Total                          | 4 855  | 100,00 / 100,00 |         |
| Eleitorado/Participação | Eleitorado/Participação        | 11 933 | 40,69 / 100,00  | 2,04    |